# سیارک ۶۹۷۶
سیارک ۶۹۷۶ (به انگلیسی: 6976 Kanatsu، نامگذاری:1993KD2) شش هزار و نهصد و هفتاد و ششمین سیارک کشف شده‌است که در ۲۳ مه ۱۹۹۳ کشف شد.
قدر مطلق سیارک برابر ۱۳٫۲۰ است.